# Destroy the Runner
Destroy the Runner (Conhecida Anteriormente como 'Die Like Me') é uma banda de metalcore cristão de Encinitas, Califórnia.

## História

### Saints
A banda foi chamada 'Die Like Me', até que assinou a Solid State Records, em que estréia seu álbum Saints foi lançado em 12 de setembro, de 2006. Seu novo nome Destroy the Runner é em referência ao filme 1976 Logan's Run. A banda seguiu o lançamento do álbum com uma turnê de apoio Haste the Day e Scary Kids Scaring Kids. Em Outubro de 2007, a banda começou a gravar seu segundo LP, com Brian McTernan em Salad Days Studios em Baltimore, MD.

### I, Lucifer
Em 15 de abril de 2008, Destroy the Runner lança o I, Lucifer. O álbum possui mais um som progressivo, com menos do que os seus gritos como no álbum anterior.
É cartografado em os E.U. sobre aBillboard Top Christian Álbuns em # 27 e no Top Heatseekers  na # 25.
Também em 2008, ambas as atuais e anteriores membros da banda ajudaram a trabalhar em Total Brutal, o álbum de estréia austríaco Death Machine, um lateral-projeto do vocalista Tim Lambesis (de As I Lay Dying). O álbum é uma paródia da cena Heavy metal, assim como ator que virou governador da Califórnia Arnold Schwarzenegger. Ackerman desde a Schwarzenegger personificação vocais, enquanto Catalano desde adicionais percussão. Reed e ex-membro Marc Kohlbry foram igualmente parte do grupo vocal equipa em pista 6 do álbum, "Come With Me If You Want To Live".

## Integrantes
- Chad Ackerman - vocal (2007-presente)
- Duane Reed - guitarra/vocal (2004-presente)
- Nick "Maldy" Maldonado - guitarra (2004-presente)
- Tanner Sparks - baixo (2007-presente)
- Mike Catalano - Bateria (2008-presente)

### Antigos Integrantes
- Kyle Setter - vocal (2002-2006)
- Jeremiah Crespo - baixo (2004-2007)
- Marc Kohlbry - Bateria (2004-2008)

## Discografia

### Álbuns
- Saints (2006)
- I, Lucifer (2008)

## Videoclipes
- Saints do álbum Saints (2006)
- Isabella's do álbum I, Lucifer (2008)